# 东瀚镇
东瀚镇，也作“东汗镇”，是中国福建省福州市福清市下辖的一个镇。

## 行政区划
东瀚镇下辖以下地区：
东瀚村、南浔村、大壤村、东庄村、北盛村、赤表村、陈庄村、文山村、文关村、西安村、莲峰村、佳乐村、万安村、大丘村、海亮村、可门村和后营村。